# دگاهی
دگاهی، روستایی از توابع بخش قره‌پشتلو شهرستان زنجان در استان زنجان ایران است که طبیعتی بسیار بکر همراه با آبشار های خروشان دارد . اکثریت گروه های قومی این روستا اسماعیلی و اوجاقلو هستند.

## جمعیت
این روستا در قره‌پشتلو قرار دارد و براساس سرشماری مرکز آمار ایران در سال ۱۳۸۵، جمعیت آن ۱۵۰ نفر (۳۵خانوار) بوده‌است.